# Phong Sơn Tiệm
Quẻ Phong Sơn Tiệm, đồ hình::|:|| còn gọi là quẻ Tiệm (漸 jian4), là quẻ thứ 53 trong Kinh Dịch.
- Nội quái là ☶ (::| 艮 gen4) Cấn hay Núi (山).
- Ngoại quái là ☴ (:|| 巽 xun4) Tốn hay Gió (風).

Giải nghĩa: Tiến dã. Tuần tự. Từ từ, thong thả đến, lần lần, bò tới, chậm chạp, nhai nhỏ nuốt vào. Phúc lộc đồng lâm chi tượng: phúc lộc cùng đến.